# Leucocyphoniscus
Leucocyphoniscus är ett släkte av kräftdjur. Leucocyphoniscus ingår i familjen Trichoniscidae.
Kladogram enligt Catalogue of Life:
| Leucocyphoniscus | \| \| Leucocyphoniscus cristallinus \| \| \| \| \| \| Leucocyphoniscus solarii \| \| \| \| \| \| Leucocyphoniscus torrii \| \| \| \| \| \| Leucocyphoniscus verruciger \| \| \| \| |
|                  | \| \| Leucocyphoniscus cristallinus \| \| \| \| \| \| Leucocyphoniscus solarii \| \| \| \| \| \| Leucocyphoniscus torrii \| \| \| \| \| \| Leucocyphoniscus verruciger \| \| \| \| |
|                  | Leucocyphoniscus cristallinus |
|                  | |
|                  | Leucocyphoniscus solarii |
|                  | |
|                  | Leucocyphoniscus torrii |
|                  | |
|                  | Leucocyphoniscus verruciger |
|                  | |